# Nyirád
Nyirád là một thị trấn thuộc hạt Veszprém, Hungary. Thị trấn này có diện tích 61,36 km², dân số năm 2010 là 1942 người, mật độ 32 người/km².